# Akurenam
Akurenam ou Acurenam est une ville de la province du Centro-Sur, située dans le Sud de la région continentale de Guinée équatoriale.
Akurenam est le chef-lieu du district du même nom, qui comptait 11 631 habitants lors du recensement de 1994.